# Матюхін Олексій Володимирович
Матюхін Олексій Володимирович (нар. 27 квітня 1994 — 4 серпня 2022) — старший сержант, інструктор танкових військ, 300 навчального танкового полку, учасник російсько-української війни.

## Життєвий шлях
Народився в м. Житомир. Закінчив Житомирську ЗОШ №8.
В 2010—2012 рр. навчався в ДНЗ "Вище професійне училище будівництва і дизайну" (ПТУ-1) (Філія ЦПТО м. Житомира) на професії "Маляр, штукатур, лицювальник-плиточник"
В мирному житті займався ландшафтним дизайном разом зі своєю матір'ю. 2019  року він зробив свідомий вибір і став до лав ЗСУ.
Проходив службу у в/ч 1414, 300 навчального танкового полку. Початок війни зустрів в Чернігові, взяв активну участь в обороні міста. Далі Олексія Володимировича перевели на Київщину, далі на Херсонщину. Загинув в бою під с. Зайцеве, Донецької області, 4 серпня 2022 року.
10 серпня 2022 року похований в Житомирі, на Смолянському військовому цвинтарі

## Нагороди
Указом Президента України №643/2022 від 12 вересня 2022 року, нагороджений орденом “За мужність” ІІІ ступеня (посмертно). 
Вручення нагороди відбулося вже після смерті військового. Медаль отримала його донька 06 квітня 2023 року.